# Helsingborg
Helsingborg je mesto in sedež občine Helsingborg v Skaniji na Švedskem. Je drugo največje mesto v Skaniji (za Malmöjem) in deveto največje na Švedskem, s 151.404 prebivalci (2024). Helsingborg je osrednje urbano območje severozahodne Skanije in najbližja točka Švedske Danski: dansko mesto Helsingør je jasno vidno približno 4 km zahodno na drugi strani preliva Øresund. Mesti sta povezani z redno trajektno linijo.
Zgodovinski Helsingborg s številnimi starimi stavbami je slikovito obalno mesto. Stavbe so mešanica starodavnih kamnitih cerkva in 600 let stare srednjeveške trdnjave (Kärnan) v središču mesta ter sodobnejših poslovnih stavb. Ulice se razlikujejo od širokih avenij do majhnih uličic. Kullagatan, glavna nakupovalna ulica za pešce v mestu, je bila prva nakupovalna ulica za pešce na Švedskem.

## Zgodovina
Helsingborg je eno najstarejših mest na območju današnje Švedske. Uradno je mesto stalne naselbine od 21. maja 1085. Zaradi geografske lege Helsingborga na najožjem delu Øresunda je bil zelo pomemben za Dansko, saj je takrat nadzoroval obe strani te ožine. Od leta 1429 je Erik Pomeranski uvedel Sound Dues, davek na vse trgovske ladje, ki so plule skozi preliv med Helsingørjem in Helsingborgom. To je bil eden glavnih virov dohodka danske krone. Prečkanje preliva, tako kot ribiči, ni bilo predmet davka, ki je bil sprva usmerjen proti Hanzeatski ligi.
Po dansko-švedski vojni (1657–1658) in Roskildski pogodbi se je Danska morala odpovedati vsemu ozemlju na južnem Skandinavskem polotoku, Helsingborg pa je postal del Švedske. Švedski kralj Karel X. Gustav se je tukaj izkrcal 5. marca 1658, da bi osebno prevzel posest skandijskih zemljišč in ga je pričakala delegacija pod vodstvom škofa škofije Lund, Pederja Winstrupa. Takrat je mesto imelo komaj 1000 prebivalcev.
Njegova lega na konfliktni meji je Helsingborgu povzročala težave. Danska je dvakrat zavzela Skandijo, vendar je ni mogla obdržati. Zadnji danski poskus ponovne osvojitve je bil leta 1710, ko se je 14.000 mož izkrcalo na obali blizu Helsingborga. Bitka pri Helsingborgu se je odvila 10. marca tik pred mestom, ki je bilo močno prizadeto. Okrevanje je trajalo dolgo; celo leta 1770 je imelo mesto le 1321 prebivalcev in je še vedno počasi raslo.
20. oktobra 1811 je Jean-Baptiste Bernadotte, francoski maršal in izvoljeni švedski prestolonaslednik (kasneje kralj Karel XIV. Janez Švedski) v Helsingborgu na svoji poti iz Pariza v Stockholm naredil prvi korak na švedskih tleh.
Od sredine 19. stoletja naprej je bil Helsingborg eno najhitreje rastočih mest na Švedskem, saj se je njegovo prebivalstvo zaradi industrializacije povečalo s 4000 leta 1850 na 20.000 leta 1890 in 56.000 leta 1930. Od leta 1892 je začel obratovati železniški trajekt, ki je povezoval Helsingborg z njegovim danskim pobratenim mestom Helsingør. Tramvajsko omrežje je bilo odprto leta 1903 in zaprto leta 1967.
Po švedski pravopisni reformi leta 1906 se je črkovanje številnih krajevnih imen na Švedskem posodobilo. Leta 1912 je bilo odločeno, da se bo uporabljala oblika Hälsingborg. V pripravah na reformo lokalne samouprave leta 1971 je mestni svet Hälsingborga predlagal, da se nova, razširjena občina piše Helsingborg; to obliko je švedska vlada sprejela 1. januarja 1971.
Med drugo svetovno vojno je bil Helsingborg med najpomembnejšimi izhodišči za reševanje danskega judovskega prebivalstva med holokavstom. Adolf Hitler je ukazal, da se vse danske Jude aretira in deportira v koncentracijska taborišča na Roš hašano, judovsko novo leto, ki je padlo na 2. oktober 1943. Ko je Georg Ferdinand Duckwitz, nemški pomorski ataše, 28. septembra 1943 prejel vest o ukazu, ga je delil s političnimi in judovskimi voditelji skupnosti. Dansko prebivalstvo je pod imenom Elsinore Sewing Club (dansko Helsingør Syklub) kot krinko za sporočila ustanovilo nekakšno podzemno železnico, s katero je Jude preselilo stran od pozorno nadzorovanih københavnskih dokov na bolj oddaljene kraje, zlasti v Helsingør, le dve milji čez Øresund od Helsingborga. Na stotine civilistov je svoje danske someščane – Jude – skrivalo v njihovih hišah, kmečkih podstrešjih in cerkvah, dokler jih niso mogli vkrcati na danske ribiške ladje, osebne izletniške ladje in trajekte. V treh nočeh so Danci pretihotapili več kot 7200 Judov in 680 Nejudov (nejudovskih družinskih članov Judov ali političnih aktivistov) čez Øresund na varno na Švedskem, z eno glavnih destinacij v Helsingborgu.

## Geografija in geologija
Helsingborg je na zahodni obali Scanije na najožji točki Øresunda, preliva med Švedsko in danskim otokom Zelandijo, nasproti danskega mesta Helsingør. Na severu, vzhodu in jugu mesto obdaja odprto podeželje, ki se pretežno uporablja za kmetijstvo.
Mestno podobo zaznamuje geološko prelomno območje, ki se razteza rahlo v notranjost vzdolž Øresunda in deli mesto na višji in nižji del. Rob preloma, del Tornquistove cone, preloma, ki se diagonalno razteza od Kattegata skozi Skanijo do Bornholma, in dvignjena ravnina na vzhodu se imenujeta Landborgen. Nekaj naravnih zarez v pobočju, ki v središču mesta doseže višino od 20 do 40 metrov, povezuje zgodovinsko staro mestno jedro z okrožji nad pobočjem. Staro mestno jedro je stisnjeno med Landborgen in Øresund na morski gladini. Do danes se mestno središče ni razširilo v notranjost preko naravne meje, ki jo tvorijo Landborgeni. Namesto tega je melioracija v Øresundu ustvarila nova gradbena zemljišča v središču Helsingborga.
Na jugu Helsingborga se reka Råån izliva v Øresund.

### Podnebje
Helsingborg ima oceansko podnebje (Cfb), značilno za južno Švedsko, čeprav so zime za lokacijo na tako visoki zemljepisni širini zelo mile. Čeprav so temperaturne razlike med letnimi časi precejšnje, v Helsingborgu pogosto ni meteorološke zime, saj sta januar in februar v povprečju tik nad lediščem. Poletja so po švedskih standardih topla in sorazmerno dolga, poletje pa nastopi prej in pade pozneje kot na skoraj vseh območjih Švedske, razen v drugih delih Skanije. Helsingborg in bližnja okolica imata tudi zgodovino tornadov. 8. avgusta 1947 je tornado F1/T3 prizadel okrožje Ramlösa v Helsingborgu in povzročil zmerno škodo na kmetiji. Rastlinjaki so bili poškodovani ali uničeni, streha hleva se je odnesla, odpihnil je lop in drevo se je zlomilo. 16. avgusta 2007 je središče Helsingborga prizadel tornado F1, ki je poškodoval šolo in zlomil drevesa. 22. junija 2014 so v bližini Helsingborga opazili vodno trombo. 27. avgusta 2018 je okrožje Eskilsminne v Helsingborgu prizadel tornado stopnje F0. Nekatere strehe so utrpele manjšo škodo.

### Upravna delitev
Mesto Helsingborg sestavlja 32 od 42 občinskih okrožij (b-områden) občine Helsingborg, ki tvorijo 'notranje okrožje' (innerområde) občine. Vsako okrožje je poimenovano po enem od okrožij, ki jih obsega. Zlasti na obrobju se okoliška industrijska območja ter velika gozdna in kmetijska območja štejejo za okrožje.
Značaj posameznih okrožij se zelo razlikuje. Obstaja zgodovinsko staro mestno jedro (Gamla stan) s stavbami, ki segajo več stoletij nazaj, množični stanovanjski projekti na obrobju mesta, kot je Drottninghög, ki so bili zgrajeni v 1960-ih in 1970-ih v okviru tako imenovanega programa Millionaire, vsedržavnega stanovanjskega projekta švedske vlade, urbana vila, kot je Olympia, ki je nastala v času gospodarskega razcveta mesta, in bolj podeželska območja, kot je Råå.

## Mestna krajina
Kljub visoki starosti mesta je le malo stavb, ki bi pričale o tem. Številne stare stavbe so postale žrtve opustošenja, ki so ga povzročile vojne med Dansko in Švedsko, ki so mesto skozi stoletja večkrat pestile. Uničenje je bilo še posebej hudo med skanijsko vojno, ko je danski kralj Kristijan V. porušil velik del Helsingborga, da bi z najdenim materialom okrepil mestne utrdbe. Karel XI. Švedski je uničil grad Helsingborg, od katerega je ostal le stolp Kärnan. Edine posvetne stavbe iz 17. in 18. stoletja, ki so preživele stoletja, so hiša Jacoba Hansena (Jacob Hansens hus), Gamlegård in kmetija Henckelov vrt.
V 19. stoletju se je Helsingborg razvil v 'razdeljeno' mesto z bogatimi severnimi okrožji in revnejšimi delavskimi soseskami na jugu. Tradicionalna meja je bila Trädgårdsgatan. Ta delitev je vidna še danes; južno okrožje Söder ima največjo gostoto priseljencev. Razlogi za to segregacijo prebivalstva naj bi bili bližina južnih okrožij industrijskim območjem, pa tudi dejstvo, da je bil sever z neposrednim dostopom do vode privlačnejše stanovanjsko območje, kar je bilo stanovanjskim območjem na jugu onemogočeno zaradi pristanišča in železnice.

### Arhitekturna zgodovina
Prve hiše v mestu so stale na pobočju pod zaščito gradu. Mesto je nato še naprej raslo proti Øresundu. Na območjih ob stolpu Kärnan je še vedno mogoče videti srednjeveški ulični vzorec z nepravilnimi stanovanjskimi četrtmi. Tu se nahaja prva glavna ulica Helsingborga, Storgatan, ki je danes razdeljena na severni in južni del. Ob tej ulici se nahajajo nekatere najbolj zgodovinsko dragocene stavbe v mestu. Med njimi sta cerkev sv. Marije in najstarejša stanovanjska stavba v Helsingborgu, hiša Jacoba Hansena, ki je edina v mestu izpred leta 1670.
Do sredine 19. stoletja so gradili pretežno lesene hiše. Z nadaljnjim ponovnim razcvetom mesta so številne starejše stavbe nadomestile bolj razkošne stavbe. Z izgradnjo osrednjega pristanišča leta 1832 se je mesto razširilo v Øresund. Na novo pridobljenem zemljišču so vzdolž glavnih ulic Drottninggatan in Järnvägsgatan, današnje glavne prometne arterije, ter osrednjega trga Stortorget zgradili številne veličastne stavbe. Med njimi sta bila hotel Mollberg in neogotska mestna hiša, zgrajena leta 1897, ki naj bi simbolizirala naraščajoči pomen mesta.
Glavna železniška postaja je bila na Järnvägsgatanu zgrajena leta 1865. Skupaj s pristaniščem je ta postaja služila kot baza za številna nova industrijska podjetja. Ob teh podjetjih so se razvile delavske soseske, ki so oblikovale okrožje Söder. Tu sta bila zgrajena cerkev Gustava Adolfa in trg Nya torg (danes Gustaf Adolfs torg) kot drugo mestno središče.
V 19. stoletju so porušili utrdbe vzhodno od gradu. Tukaj so zgradili stavbe za različne ustanove, kot so leta 1863 trgovska srednja šola, leta 1878 vojaška bolnišnica, leta 1888 ubožnica in leta 1898 šola Nicolai. Te stavbe so ustanovile okrožje Olympia z njegovimi secesijskimi vilami. S pomočjo donacije industrialca Henryja Dunkerja je mesto leta 1927 lahko objavilo natečaj za novo koncertno dvorano. Natečaj je zmagal arhitekt Sven Markelius. Njegov zmagovalni predlog je bila funkcionalna stavba z belim ometom, dokončana leta 1932 in danes najboljši primer funkcionalne arhitekture na Švedskem.
Največji gradbeni projekt v zadnjem času sta stavbi, zgrajeni v novem funkcionalnem slogu v Severnem pristanišču leta 1999 za arhitekturno razstavo H99.

### Stavbe
Med izjemnimi znamenitostmi Helsingborga je obnovljeni grajski stolp Kärnan, edini preostali del srednjeveške utrdbe, zgrajene leta 1150 in porušene leta 1680. Od tu se širi razgled čez Øresund proti Danski. Mestna hiša, zgrajena leta 1857, in stopnišče na Stortorgetu ter cerkev sv. Marije iz 12. stoletja so vredni ogleda.
Hotel Ramlösa Fountain (Ramlösa brunnshotell, tudi Stora hotellet, 'Veliki hotel'), zgrajen med letoma 1876 in 1882 v okrožju Ramlösa, znanem predvsem po tamkajšnji mineralni vodi, je največja pollesena stavba v Skandinaviji. Okoliško stanovanjsko območje, podobno parku, je bilo dolgo časa zbirališče višjega razreda Skanije. Približno 3 km severno od mesta leži palača Sofiero, obdana s parkom, nekdanja poletna rezidenca kraljeve družine. Gledališče na prostem Fredriksdal v muzeju na prostem Fredriksdal je znano po vsej Norveški.

## Gospodarstvo
Helsingborg je pomembno regionalno središče trgovine, prometa in poslovanja. Leta 2001 se je v nekdanjih stavbah tovarne gume Tretorn, ki jo je ustanovil Henry Dunker, odprl kampus Helsingborg, podružnica Univerze v Lundu. Tri trajektne družbe prevažajo ljudi in tovor na Dansko in iz nje 24 ur na dan. Pot je priljubljena med enodnevnimi izletniki, ki potujejo v Helsingør ali København ali preprosto uživajo v razgledih s trajektov. IKEA, prodajalec pohištva in notranje opreme, ima svoj mednarodni sedež podjetja v Helsingborgu. Nicorette, nikotinski žvečilni gumi, ima tam proizvodni obrat. Ramlösa je mineralna voda iz Ramlösa Brunn, južnega predmestja mesta. Razvijalec mobilnih telefonov Spectronic ima tudi sedež v Helsingborgu. Spletni prodajalec oblačil po meri Tailor Store Sweden AB ima svoje pisarne v Helsingborgu. Zoégas, veliko podjetje za kavo, ima tukaj sedež že od 19. stoletja.